# MDAX
MDAX là một chỉ số thị trường chứng khoán Đức được sử dụng từ 19 tháng 1 năm 1996 tại Sở giao dịch chứng khoán Frankfurt. Chỉ số này được tính bởi công ty Deutsche Börse dựa trên giá cả do hệ thống giao dịch điển tử XETRA tính ra.
Chỉ số này bao gồm 60 loại cổ phiếu đạt từ các hãng trong các ngành truyền thống tiêu chuẩn ưu, nghĩa là đáp ứng được các đòi hỏi quốc tế về mức độ minh bạch.

## Danh sách 60 cổ phiếu
Danh sách 60 cổ phiếu được công bố trên website của Deutsche Börse Lưu trữ ngày 21 tháng 11 năm 2009 tại Wayback Machine. Danh sách này không cố định theo thời gian.